# Kővágószőlős
Kővágószőlős is een plaats (község) en gemeente in het Hongaarse comitaat Baranya. Kővágószőlős telt 1343 inwoners (2001).